# Dictyosporium alatum
Dictyosporium alatum är en svampart som beskrevs av Emden 1975. Dictyosporium alatum ingår i släktet Dictyosporium, ordningen Pleosporales, klassen Dothideomycetes, divisionen sporsäcksvampar och riket svampar.   Inga underarter finns listade i Catalogue of Life.